# Esenbeckia balteata
Esenbeckia balteata är en tvåvingeart som beskrevs av Wilkerson 1979. Esenbeckia balteata ingår i släktet Esenbeckia och familjen bromsar.
Artens utbredningsområde är Colombia. Inga underarter finns listade i Catalogue of Life.